# Euproctis lutearia
Euproctis lutearia är en fjärilsart som beskrevs av George Thomas Bethune-Baker 1908. Euproctis lutearia ingår i släktet Euproctis och familjen tofsspinnare. Inga underarter finns listade i Catalogue of Life.